# Trephopoda
Trephopoda là một chi nhện trong họ Gnaphosidae.